# Jairzinho Cardoso
Pour les articles homonymes, voir Cardoso.
Jairzinho Cardoso, né le 8 février 1977, est un footballeur français d'origine brésilienne . Il est international de football de plage.

## Biographie
En 2023, Jairzinho Cardoso est sacré champion de France de beach soccer avec les Minots de Marseille qu'il co-entraîne avec Mehdi Sahraoui,.

## Palmarès

### En sélection
- Coupe du monde de football de plage
  - Vainqueur en 2005
  - 3e en 2006
  - Demi-finaliste en 2003

- Euro Beach Soccer League
  - Champion en 2004
  - Vice-champion en 2004 et 2007
  - 3e en 2005 et 2006

- Mundialito
  - Demi-finaliste en 2001

- Euro Beach Soccer Cup
  - Vainqueur en 2006

- Pro Beach Soccer Tour
  - Champion en 2006

## Statistiques
Jairzinho Cardoso a joué 16 matchs de Coupe du monde de football de plage pour (11 victoires, 2 après prolongation et 3 défaites) et marqué 8 buts.
Sous les couleurs de l'Olympique de Marseille où il évolue avec l'équipe réserve de 1997 à 1999, Cardoso prend part à 25 rencontres et marque 6 buts.